# Lloyd Hildebrand
Pour les articles homonymes, voir Hildebrand.

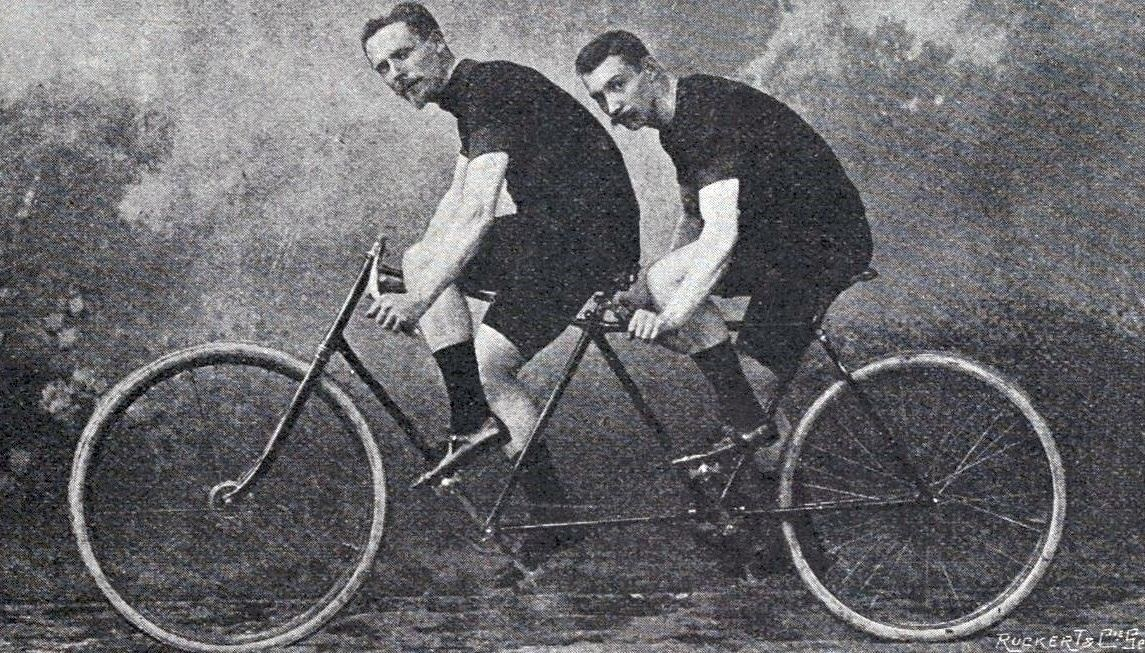
Rudeaux et Hildebrand en 1894.

Lloyd Augustin Biden Hildebrand, né le 25 décembre 1870 à Tottenham et mort le 1er avril 1924 à Levallois-Perret, est un coureur cycliste sur piste britannique courant sous les couleurs françaises. Il est appelé Louis Hildebrand en France.

## Biographie et postérité
Décédé de courte maladie, il donne son nom à un Prix en 1925 sur 100 kilomètres (boucle Versailles-Rambouillet, ou circuit de Rambouillet, contre la montre), remporté par le champion de France militaire de l'année -et champion olympique 1924- Armand Blanchonnet, ainsi qu'à une Coupe -ou Challenge- à la fin des années 1920, décernée annuellement au coureur le mieux classé trois années de rang dans la course Paris-Douai (vainqueur 1929 Jérôme Declercq).
De nationalité britannique mais vivant en France et marié à une Française, sa médaille d'argent en 25 km remportée aux Jeux olympiques de Paris est créditée un temps pour le Royaume-Uni par le Comité international olympique. Le Comité international olympique a décidé, le 13 juin 2024 ,de réattribuer à la France la médaille d’argent du cycliste Lloyd Hildebrand
En tandem, il était associé à Henri Rudeaux également membre du Catford C.C. (équipe détentrice du record du monde des 50 milles en septembre 1894). Il fut par la suite l'un des commissaires des courses à Buffalo, ainsi que pour les épreuves de L'Écho des Sports.

## Palmarès sur piste

### Jeux olympiques
- Paris 1900
  -  Médaillé d'argent du 25 km

### Championnats du monde
- Paris 1900
  -  Médaillé de bronze du demi-fond amateurs (sur 100 kilomètres, premier Louis Bastien)

## Palmarès sur route
- 1898
  - 3e de Paris-Rouen
- 1899
  - Paris-Rouen

## Henri Rudeaux

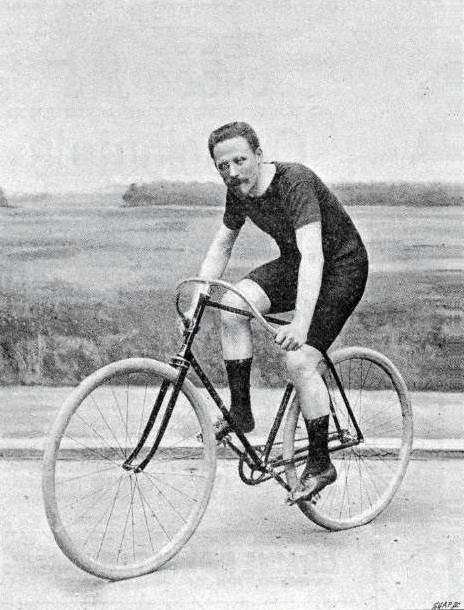
Henri Rudeaux en 1894.

- Né le 24 février 1861 à Paris, il commence le cyclisme en 1874, sur Grand-bi. Il devient champion de l'U.V. amateurs, ainsi que deux fois de suite champion de l'U.V. d'Asnières, notamment sur 100 kilomètres, deux Unions Vélocipédiques dont il devient aussi le président. Avec Lloyd Hildebrand, il entraîne le gallois Arthur Linton durant toute sa carrière, qui, grâce à ces deux hommes, remporte à Buffalo la course de 6 Heures qui l'oppose à Constant Huret en juin 1894, record mondial de la durée à la clé[4]. Il est l'agent général pour la France de la Whitworth Cycle Co[5], ainsi que pour une banque anglaise localisée à Asnières. Il est encore un bon escrimeur, entraîné à l'épée et au fleuret par Ruë.